# Шерпы

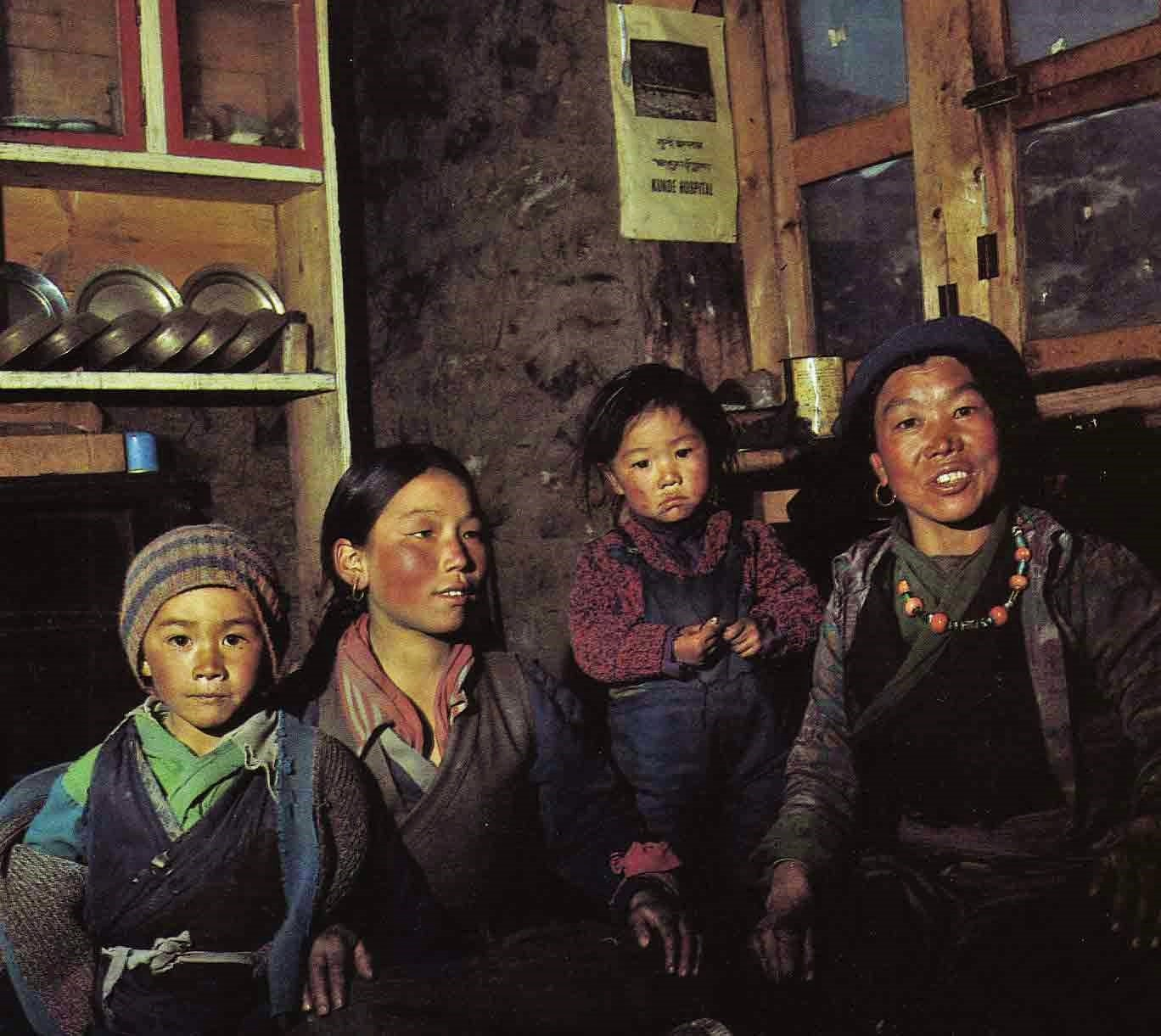
Семья шерпов

Ше́рпы, в единственном числе шерп и шерпа (тиб. ཤར་བ་, вайли shar pa ‘восточные люди’) — народность, живущая в Восточном Непале, в районе горы Джомолунгма, а также в Индии. Самоназвание — шаркхомбо.
Официально заявляемая численность шерпов за последние 30 лет сильно возросла. Так, если в 1975 году их численность составляла около 25 тысяч человек, то в 2001 году было зарегистрировано 154 622 представителя этой народности (примерно 0,5 % населения Непала).
Большинство шерпов проживает в восточных регионах Непала; однако некоторые поселились западнее, в долине Ролвалинг и в районе Хеламбу к северу от Катманду. Старейшая шерпская деревня в Непале — Тенгбоче.
Язык — кангпо, относится к южной ветви тибето-бирманских языков; однако существенно отличается от других тибетских языков. В частности, язык шерпов непонятен тибетцам из Лхасы.
Шерпы — потомки тибетцев, в Средние века переселившихся к югу от Главного Гималайского хребта. Анализ ДНК говорит примерно о 23,4 поколений. Шерпов и тибетцев объединяют общие «высокогорные» гены.
Традиционными занятиями шерпов в Непале являются земледелие (выращивание картофеля и овса), скотоводство (яки); в прошлом они были посредниками в торговле между Непалом и Тибетом. Основные занятия в Индии — торговля и участие в восхождениях на горные вершины, где они практически незаменимы в качестве высокогорных носильщиков-проводников. Многие шерпы погибли, участвуя в восхождениях, из-за тяжёлых погодных условий, лавин, травм и болезней.

## История

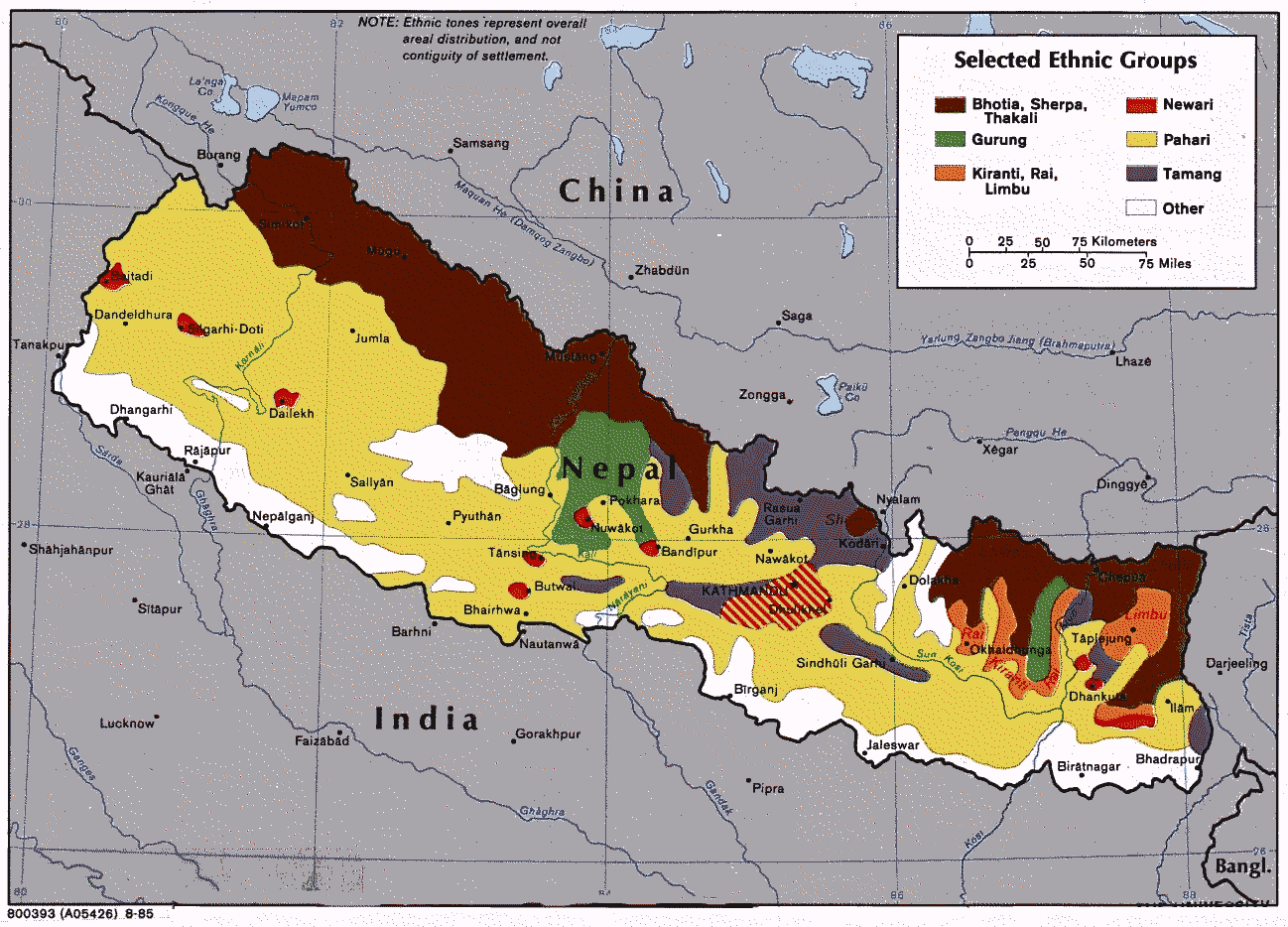
Некоторые этнические группы Непала: Шерпы, Тхакали, Гурунги, Кирати, Раи, Лохорунги, Парали, Бахинги, Лимбу, Неварцы, Пахари, Таманги

Когда-то шерпы были кочевниками; впервые осели в Кхумбу, затем стали расселяться на запад вдоль соляных торговых путей. В соответствии с устными преданиями самих шерпов, четыре группы мигрировали из Солукхумбу в разное время, и из них образовались четыре основных клана шерпов: Минягпа, Тхимми, Сертава и Чава. В дальнейшем эти группы снова разделились, и в настоящее время существует более 20 шерпских кланов. Около 1840 предков шерпов мигрировали из Кама. Возможно, религиозный конфликт в буддизме Махаяны внёс свой вклад в миграцию шерпов в XV и XVI веках. Шерпы-мигранты прошли через У-Цанг, прежде чем пересечь Гималаи.
В 1800-х годах шерпы Кхумбу получили автономию в недавно созданном непальском государстве. В 1960-х увеличилась напряжённость в отношениях Непала с Китаем, и непальское правительство способствовало продвижению шерпов. В 1976 году Кхумбу стал национальным парком, и туризм стал значимой частью его экономики.
По данным Оппица (1968 г.), миграция шерпов из региона Кам в восточном Тибете в Непал шла на протяжении последних 300—400 лет. С другой стороны, Гаутам (1994 г.) утверждал, что шерпы мигрировали из Тибета примерно 600 лет назад через перевал Нангпа-Ла. Он полагает, что группа людей из региона Кам в восточной части Тибета, называемая «Шьяр Кхамба» (люди из восточного Кама), поселилась в месте, которое назвала «Шьяр Кхумбу». По прошествии времени «Шьяр Кхамба», проживавшие в Шьяр Кхумбу, были названы шерпами. Согласно исследованию 2001 года Этнографического музея Непала, шерпы не были мигрантами, перешедшими тибето-непальскую границу, да и современного государства Непал тогда ещё не было. Только после объединения гималайского региона под властью П. Н. Шаха в 1768 году территории шерпов стали составной частью Королевства Непал. А так с древних времён шерпы, как и другие аборигенные Кирати (непальские племена), перемещались в гималайском регионе с места на место в поисках лучших пастбищ для скота и торговых путей.

## Альпинизм

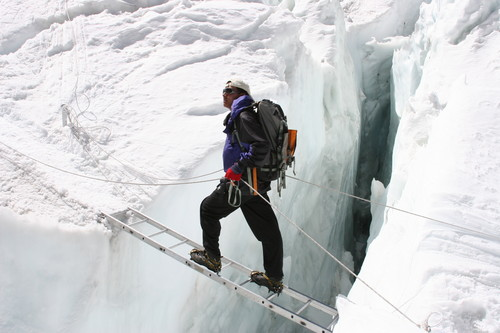
Шерпа Пемба Дордже — горный проводник на ледопаде Кхумбу

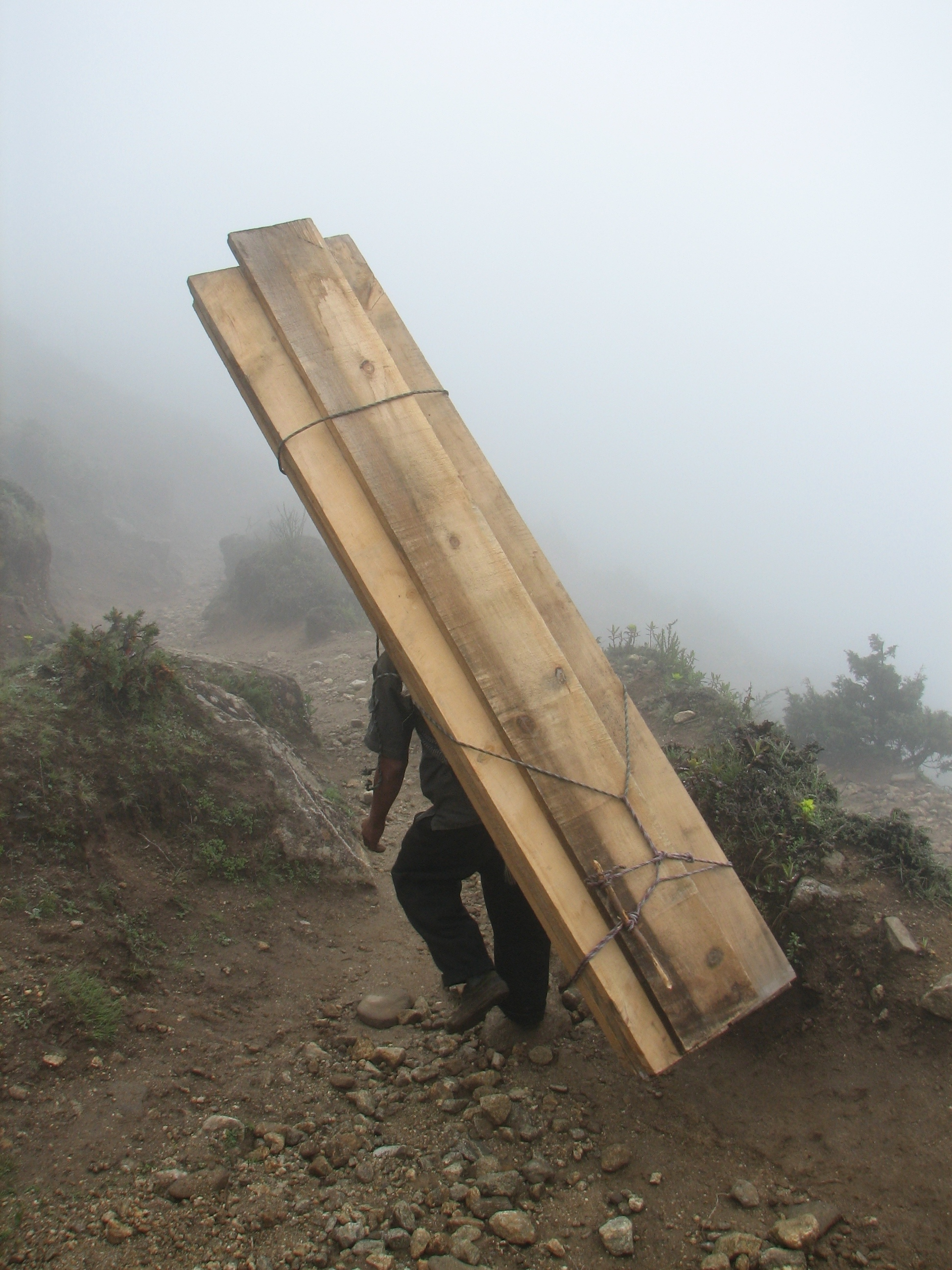
Шерпа — носильщик

Шерпы широко известны способностями к альпинизму и хорошим знанием своей высокогорной местности. Они оказали незаменимую помощь ранним исследователям Гималаев, работая горными проводниками на больших высотах, особенно для экспедиций на Джомолунгму. И сейчас они высоко ценятся в международном сообществе альпинистов и скалолазов — за выносливость, квалификацию и опыт в горных походах и восхождениях на очень больших высотах. Предполагается, что у них есть наследственная высотная адаптация, включающая в себя уникальные гемоглобиносвязывающие энзимы и удвоенное образование окиси азота.
Из-за разреженного воздуха кровь в высокогорных районах слабее насыщается кислородом. Из-за этого жители низин, попавшие туда, зачастую чувствуют слабость, недомогание и прочие симптомы горной болезни. С этими трудностями гораздо меньше сталкиваются шерпы. Они отлично приспособлены к условиям высокогорий. Учёными было выяснено, что концентрация эритроцитов в их крови больше, чем у, например, европейцев. Также выяснено, что у них больше объём плазмы в крови, что позволяет крови быть менее вязкой, снижая нагрузку на сердце и позволяя совершать многочисленные восхождения.
В 1953 году шерпа Тенцинг Норгей вместе с новозеландцем Эдмундом Хиллари стали первыми людьми, поднявшимися на вершину Эвереста как участники британской экспедиции.
Профессиональные альпинисты-шерпы неоднократно устанавливали рекорды по восхождению на Эверест.
21 мая 2004 года Пемба Дордже поднялся на вершину за 8 часов и 10 минут.
В 2011 году Аппа Тенцинг установил рекорд, поднявшись на вершину в 21-й раз, а в 2018 году его рекорд был побит шерпом Ками Рита, совершившим 24-е восхождение на Эверест.
В настоящее время иностранные туристы часто называют «шерпом» почти любого горного проводника или носильщика (портера), нанятого гималайской экспедицией, независимо от его этнической принадлежности. Из-за этого в сленге слово «шерп» может обозначать любого гида, экскурсовода, инструктора или проводника не только в горном походе, но и в других ситуациях.

### Лавина-2014
18 апреля 2014 года над ледопадом Кхумбу обрушился серак, что вызвало сход большой лавины из снега и льда. В результате погибли шестнадцать непальских горных проводников, большинство из них — шерпы.
Из-за этой трагедии, а также из-за того, что зачастую шерпов нанимают недостаточно подготовленные для такого восхождения альпинисты, которые начинают требовать от шерпов совершения неблагоразумных (а то и смертельно опасных) действий в горах; а также из-за того, что власти Непала оказывают недостаточную поддержку шерпам, пострадавшим или погибшим при исполнении обязанностей горных проводников, и их семьям — многие шерпы ушли с этой работы, и некоторые альпинистские компании больше не предоставляют горных проводников и носильщиков для экспедиций на Джомолунгму.

## Религия

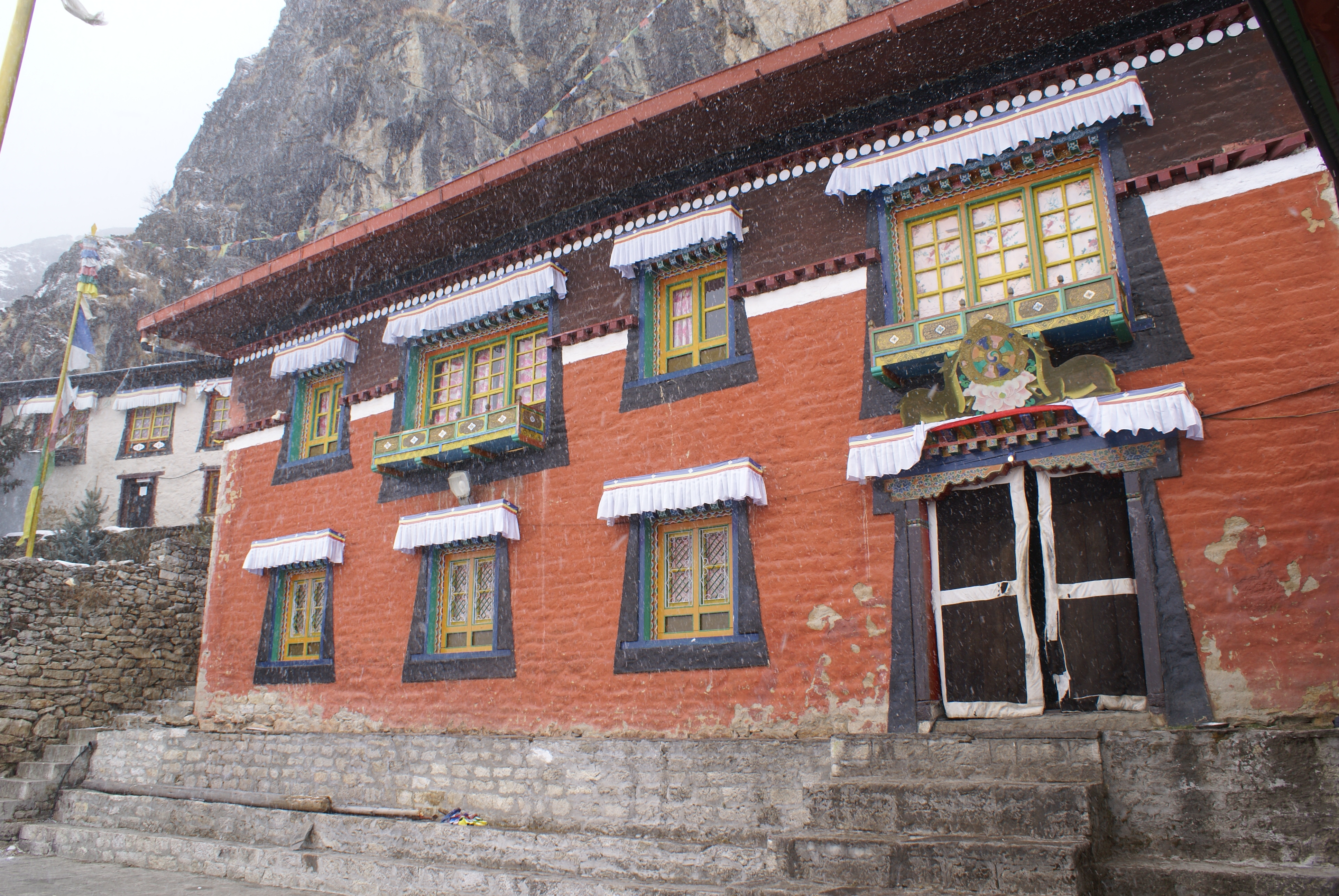
Гомпа в Тхаме. Один из многочисленных шерпских монастырей

Почти 93 % шерпов — буддисты, 6,26 % — индуисты, 0,63 % — христиане и 0,20 % — последователи религии Бон.
Как гласят буддистские предания, первоначальная миграция из Тибета шла в поисках таинственных долин Беюл (англ. Beyul) или скрытой страны Шамбала.
Шерпы — последователи школы Ньингма (или «Красных Шапок») тибетского буддизма. Эта, по преданиям, старейшая буддистская школа в Тибете, основанная Падмасабхавой (он же Гуру Ринпоче) в VIII веке, делает упор на мистицизм и включает в себя элементы добуддистских верований (религии Бон) и шаманизма. В частности, шерпы верят в существование спрятанных религиозных сокровищ (терма) и вышеупомянутых долин Беюл.
Традиционно вероучение и практики школы Ньигма распространяются через неорганизованную сеть мирских последователей. Монастыри, монахи и монахини, вера в перевоплощения духовных лидеров — это более поздние адаптации.
Но при этом монастыри (гомпа) играют важную роль в религиозной жизни шерпов. В непальском регионе Солукхумбу таких монастырей более двадцати. Это общины лам или монахов (иногда и монахинь), давших обеты безбрачия и живущих в достаточной изоляции от мирского общества ради поиска истины и достижения нирваны. Их контакты с внешним миром обычно ограничиваются монастырскими религиозными практиками, ежегодными религиозными фестивалями и чтением священных текстов на похоронах. Мирские верующие их уважают и материально поддерживают.
Шерпы верят не только в Будду и великих буддийских божеств, но и в многочисленных богов и демонов, населяющих каждую гору, пещеру и лес. Многие из великих гималайских гор имеют сакральное значение. Название высочайшей из них, Джомолунгмы, произошло от шерпского «Chomolungma»; эту гору шерпы почитают как «Матерь Мира». Гора Макалу связывается с Шанкаром (Шивой). В каждом клане шерпов почитают свои горные вершины, связанные с определёнными божествами, и надеются на их поддержку и защиту.
Сегодня повседневная религиозная жизнь шерпов протекает под руководством лам и других религиозных деятелей, живущих в деревнях. Деревенский лама может быть как монахом, так и женатым мирянином. Есть ещё шаманы (lhawa) и прорицатели (mindung), которые имеют дело со сверхъестественным и духовным миром. Ламы определяют колдуний (pem), передают людям слова богов и духов, диагностируют духовные болезни.
Меньшинство шерпов исповедует другие религии, включая индуизм и католицизм.

## Традиционная одежда
Традиционная мужская одежда шерпов — халаты, спускающиеся чуть ниже колен, с длинными рукавами, называемые «kitycow». Другое мужское одеяние — «chhuba» — обвязывается на талии матерчатым поясом, называемым «kara», таким образом, что образуется поясная сумка — «tolung», в которой можно переносить мелкие предметы. Традиционно чхуба делается из толстой домотканой шерсти; есть вариант, называемый «lokpa» — из бараньей или овечьей кожи. Чхуба надевается поверх блузы (raatuk), сотканной из белого шёлка-сырца (bure), и брюк (kanam). Снаружи надевается жакет, называемый «tetung».
Женщины традиционно носят длинные, до пола, платья с длинными рукавами, сделанные из толстой шерсти. Такое платье у шерпов называется «tongkok». Есть подобное платье без рукавов — «engi»; его надевают поверх блузы (raatuk) в более тёплую погоду. Поверх платья надеваются яркие полосатые фартуки: «metil» спереди и «gewe» сзади, они соединяются с помощью тиснённой серебром пряжки, называемой «kyetig».
Одежда шерпов сходна с одеждой тибетцев.
В последнее время домотканые шерсть и шёлк вытесняются фабричными материалами; многие шерпы сейчас носят западную одежду вместо своей традиционной.

## Традиционное домостроительство

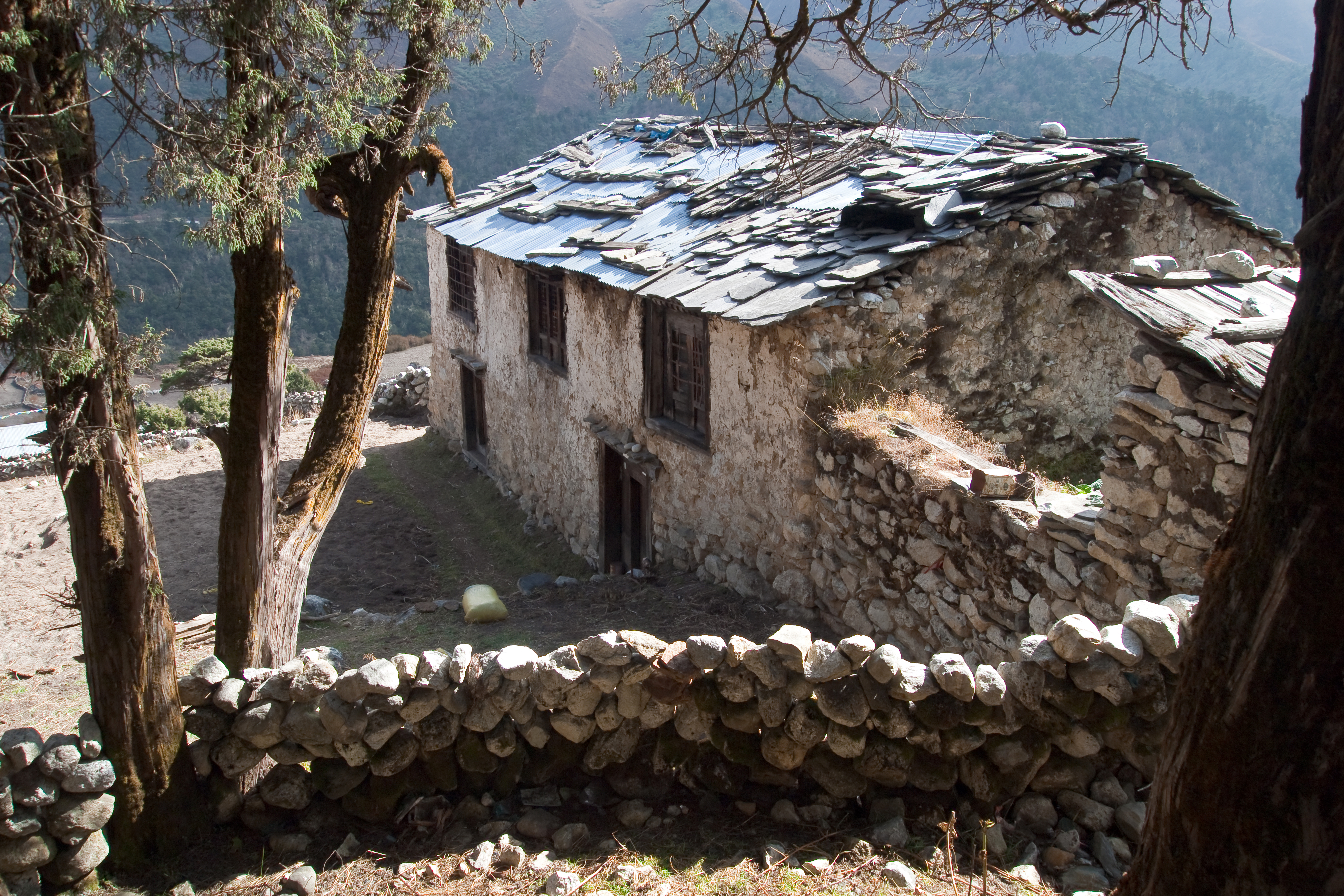
Дом традиционной шерпской архитектуры

В шерпских сельских общинах принята взаимопомощь в строительстве. Поначалу молодая семья поселяется в доме родителей мужа; когда появляются дети и становится слишком тесно, начинают строительство отдельного дома. Соседи часто помогают строящей дом семье едой, питьём и трудом.
Дома обычно строятся на достаточных расстояниях друг от друга, чтобы между ними можно было расположить поля.
На каждом этапе строительства может проводиться определённая религиозная церемония. В доме шерпа должно быть место не только для людей, но и для животных и богов.
Построенный семьёй дом чаще всего передаётся по наследству следующим поколениям и не продаётся.
Архитектурный стиль зависит от места постройки; по-разному строят дома на старых речных террасах, на дне высохшего озера или на склоне горы. Встречаются каменные одноэтажные, полутораэтажные (с мансардами) дома (обычно на склонах) и двухэтажные с просторными помещениями для животных; также помещение для приготовления компоста может быть внутри или вне дома. Кровля — скатная, покрытая либо местными природными материалами, либо импортным металлом.
У многих зажиточных семей есть свои домашние святилища. Обычно это отдельная комната религиозного назначения, часто в пристройке к дому, в которой находятся сакральные статуи, писания и ритуальные предметы.